# 誰還有空管那個
《誰還有空管那個》（英語：Ain't Nobody Got Time for That）是一段網路爆紅短片，於2012年4月8日在NBC旗下的奧克拉荷馬市分台KFOR播出 。原來的片段是公寓住戶史威特·布朗（Sweet Brown）在出火警後接受記者訪問，但因心情太激動語速過快。导致她這一段採訪被製作成音樂迷因，截至2017年11月，影片在YouTube累計67,000,000觀看人次。

## 批判性分析
為赫芬頓郵報撰稿的查爾斯·威廉姆斯說：史威特·布朗的採訪引起的幽默應該保持在黑人社區的範圍內，將其與W·E·B·杜波依斯談到的“語碼轉換”現象聯繫起來。

## 爆紅之後
- 她被邀請到ABC的訪談節目《观点》(The View)作客。
- 2013年，喜劇電影黑瘋婆娘的聖誕節在電影完結前，引用布朗的名句 - 「誰還有空管那個」。

## 影片
- YouTube上的誰還有空管那個 Remix